# Chirurgia

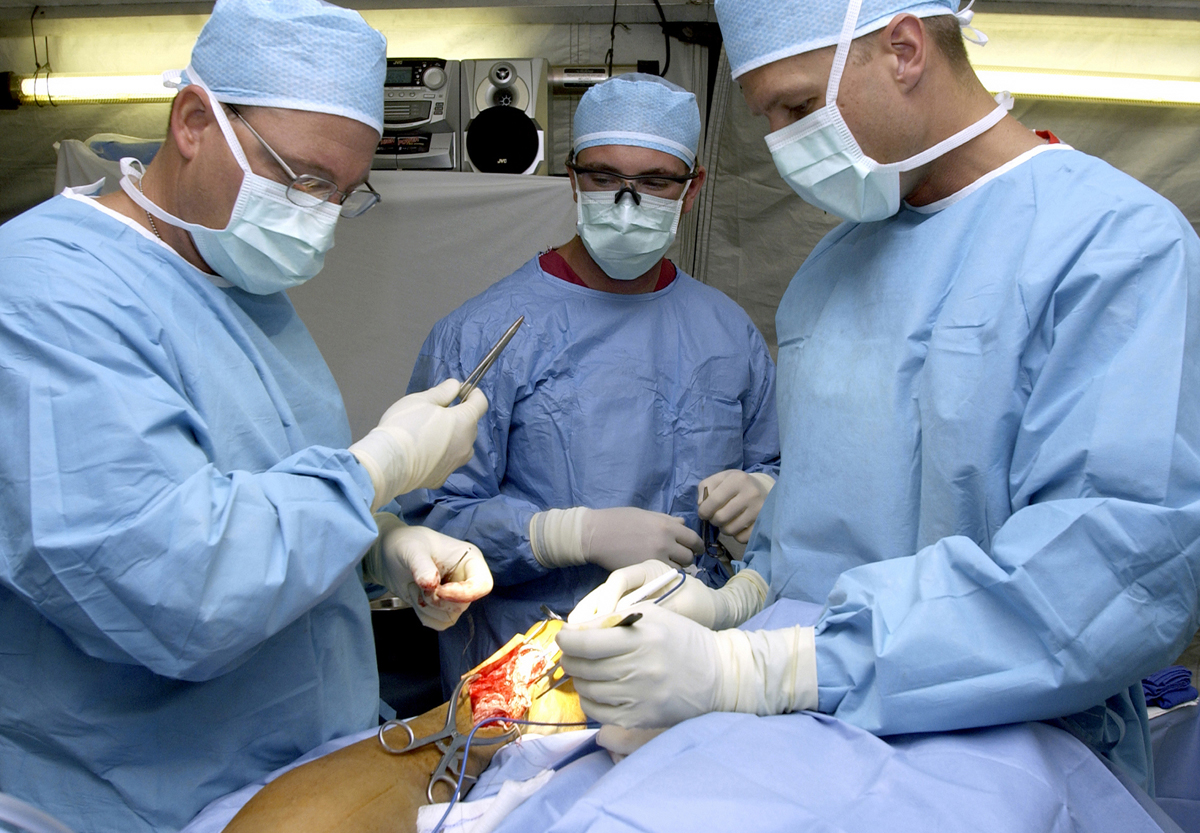
Dwóch chirurgów i technik chirurgiczny (instrumentariusz) zszywają naderwane ścięgno Achillesa.

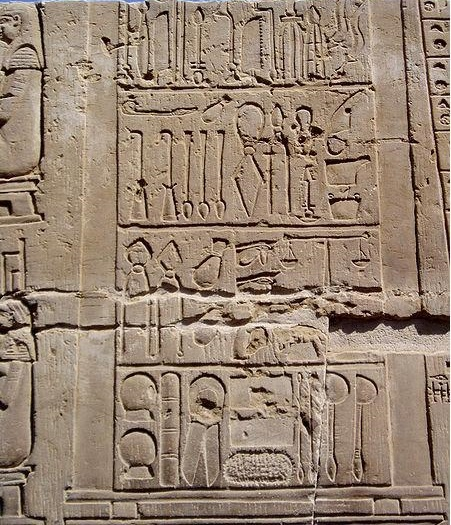
Przedstawione narzędzia chirurgiczne na ścianie świątyni w Kom Ombo (331–304 p.n.e.)

Girolamo Fabrizio, Operationes chirurgicae, 1685

Chirurgia (z grec. cheir − ręka, ergon – czyn, działanie, cheirurgia – ręcznie wykonywana praca) – dziedzina medycyny zajmująca się leczeniem operacyjnym chorób i urazów. Osoba praktykująca chirurgię lub dziedzinę pochodną chirurgii nazywana jest chirurgiem. Jest ona nauką nadrzędną i zawiera wiele podspecjalności. Sama nazwa chirurgia jest zwykle identyfikowana ze specjalnością lekarską o nazwie chirurgia ogólna. Jest to kliniczna dziedzina medycyny. Oprócz chirurgii zabiegowej istnieje jednak szeroki zakres chirurgii zachowawczej.
Nowoczesna chirurgia rozwinęła się pod koniec XIX w. po rozwinięciu podstaw dzisiejszej aseptyki i antyseptyki w zapobieganiu zakażeniom ran i krwi, a także anestezjologii oraz dzięki głębszemu zrozumieniu fizjologii i patofizjologii.

## Historia

### Epoka kamienia
Zabiegi chirurgiczne, które przeżyli pacjenci, są udokumentowane od epoki kamienia. Ta sztuka nie ograniczała się tylko do Homo sapiens: znalezisko szkieletu samca neandertalczyka (Homo neanderthalensis) sprzed 50 000 lat w jaskini w Iraku dowodzi amputacji ręki. Przetrwane trepanacje są udokumentowane od 12 000 lat.

### Starożytność i średniowiecze
W starożytności, zwłaszcza w starożytnym Egipcie, Starożytnej Grecji (wspomnianych już u Homera) i Rzymian, operacje przeprowadzano przy użyciu specjalnych (głównie metalowych) narzędzi. Niewiele wiadomo o sukcesach i uzdrowieniach. Zadania chirurgii zawsze obejmowały hemostazę w przypadku urazów i leczenie złamań kości, a także ropiejących ran i przewlekłych owrzodzeń. Konserwatywne metody leczenia chirurgicznego są również znane od starożytności. Około 1550 p.n.e. papirus Edwina Smitha (kopia starszego tekstu) z około 1000 p.n.e. opisywał nastawienie, a następnie unieruchomienie złamań żuchwy za pomocą szyn i bandaży. Starożytne dowody pism o treści chirurgicznej obejmują te z V w. p.n.e. Teksty o nastawieniu stawów i złamaniach kości w Corpus Hippocraticum. Pierwszym znanym z nazwiska opisującym zabiegi chirurgiczne był (Klaudios) Philoxenos działający w II lub I w. p.n.e. w Egipcie. Jest on określany jako cheirurgos w pismach Galena, a Aulus Cornelius Celsus postrzegał go jako jednego z najważniejszych autorów specjalizujących się w chirurgii.
Od średniowiecza do okresu wczesnonowożytnego chirurgię nazywano także medycyną ran. Od X w. chirurgicus lub chirurgus jest odróżniany od medicus). W 1163 Rada w Tours zabroniła wykształconym akademicko lekarzom, którzy często piastowali również urzędy urzędnicze, wykonywania zabiegów chirurgicznych, które uważano za ryzykowne i które w związku z tym były zarezerwowane dla chirurgów.
Ważnym przedstawicielem średniowiecznej chirurgii orientalnej w był Abulcasis (936-1013), który wynalazł wiele nowych metod chirurgicznych. Jest autorem pierwszego, bogato ilustrowanego, podręcznika medycyny – Kitab at-tasrif (Al-Tasrif), w którym trzy księgi były poświęcone medycynie operacyjnej i zawierały opisy oraz ryciny ponad 200 narzędzi chirurgicznych.
W XII w. chirurg z Lombardii, Roger Frugardi, wykładał w Parma College. Spisane przez niego wykłady zostały opublikowane w 1170 przez Guido d'Arezzo. Wiedza chirurgiczna Rogera dotarła następnie na uniwersytety medyczne w Salerno i Montpellier, a oryginalny tekst Rogera („Rogerina”, później opublikowany jako tzw. „Rolandina” przez ucznia Rogera Rolanda von Parmy) był również podstawą działalności szkoleniowej chirurgii na innych wydziałach medycznych z Wezery przekazany Wilhelmowi Burgensisowi.
W 1215 IV Sobór Laterański zabronił klerykom, często szkolonym medycznie w ramach medycyny monastycznej, wykonywania chirurgicznych lub „rzemieślniczych” czynności medycznych (Ecclesia abhorret a sangwinik, Inhonetum magistrum in medicina manu operari). Wkrótce potem Wydział Lekarski Paryża zakazał nauczania i praktyki chirurgii na wydziale.
Współczesną chirurgię zapoczątkowali lekarze wojskowi, chirurdzy tacy jak Felix Würtz i włoscy anatomowie, tacy jak Girolamo Fabrizio (1537–1619). Od około XVI w. autopsje poszerzyły wiedzę z zakresu anatomii i stworzyły podstawy do rozwoju chirurgii.

### Antyseptyka
Z powodu braku wiedzy o ryzyku infekcji instrumenty i ręce lekarza często nie były czyszczone. W tamtych czasach fartuchy były ciemne, więc trudniej było na nich dostrzec brud i krew i nie trzeba było ich często prać. Konsekwencją takich niehigienicznych zabiegów były infekcje ran, sepsa i śmierć.
W połowie XIX w. Ignaz Semmelweis odkrył przyczynę gorączki połogowej, od 1847 nakazał ścisłe środki higieny i wniósł pierwszy istotny wkład w zmniejszenie liczby zgonów. Joseph Lister eksperymentował z kwasem karbolowym, mył nim ręce i narzędzia, spryskał nim pole operacyjne i od około 1865 podczas operacji wytworzył atmosferę ubogą w drobnoustroje. Przełom w chirurgii nastąpił wraz z odkryciem patogennych zarazków przez Louisa Pasteura i Roberta Kocha oraz późniejszym rozwojem aseptyki. Czyszczenie, dezynfekcja i sterylizacja narzędzi i materiałów medycznych oraz wprowadzenie sterylnych rękawic chirurgicznych wykonanych z gumy umożliwiły stworzenie dzisiejszych standardów.

### Anestezjologia
Zgony z powodu bólu (wstrząsu) nie były rzadkością. 16 października 1846 William Morton zastosował znieczulenie eterem podczas operacji w Massachusetts General Hospital w Bostonie. Dziś „Ether Day of Boston” jest uważany za narodziny nowoczesnego znieczulenia, a tym samym jest jednym z warunków współczesnej chirurgii. 21 grudnia 1846 Robert Liston był pierwszym lekarzem w Europie, który zastosował nową procedurę znieczulenia przy amputacji nogi w Londynie. W 1847 James Young Simpson wprowadził chloroform do znieczulenia.
Inicjatorem wprowadzenia znieczulenia eterowego w Polsce był Ludwik Bierkowski, zyskując tytuł „ojca anestezjologii polskiej”.
Wprowadzenie znieczulenia ogólnego, postępowania odkażającego, a później jałowego, również techniczne rozwiązania spowodowane koniecznością oszczędzania krwi w czasie operacji to główne czynniki które w drugiej połowie XIX w. spowodowały rozwój chirurgii.
Praca chirurga jest ciągłym wybieraniem mniejszego ryzyka. Niekiedy okazuje się, że mniejszym ryzykiem jest zaniechanie operacji, np. leczenie operacyjne małej przepukliny u pacjenta z ciężką niewydolnością oddechową stanowi większe ryzyko niż zaniechanie operacji.
Część ogólna (wstęp do chirurgii) dotyczy ogólnych zasad gojenia ran, zakażeń, przetaczania krwi, żywienia, regulacji gospodarki elektrolitowej organizmu, postępowania przed- i pooperacyjnego, zasad doraźnej pomocy w stanach zagrożenia życia, ogólnych zasad techniki operacyjnej (niektórzy autorzy do części ogólnej chirurgii zaliczają zagadnienia związane z leczeniem przepuklin).
Część szczegółowa obejmuje działy narządowe jak:
- chirurgia klatki piersiowej
- chirurgia naczyniowa
- chirurgia sercowo-naczyniowa
- chirurgia układu nerwowego
- urologia
- chirurgia szczękowo-twarzowa
- chirurgia stomatologiczna
- chirurgia podstawy czaszki
- chirurgia głowy i szyi

oraz szczególne działy jak:
- chirurgia onkologiczna
- chirurgia urazowa
- ortopedia

i
- chirurgia małoinwazyjna (endoskopowa), np. laparoskopia

Do najmłodszych działów należy chirurgia przeszczepiania narządów (transplantologia).
Całkowicie odrębny dział chirurgii stanowi chirurgia dziecięca. Dziecko może być operowane wyłącznie przez chirurga dziecięcego, na oddziale chirurgicznym dla dzieci, ponieważ nie jest ono miniaturą dorosłego. Leczenie dziecka przez chirurga dla dorosłych dopuszczalne jest jedynie w stanach zagrażających życiu.
Przez długi czas chirurgia nie była uznawana za dziedzinę medycyny, a na uniwersytetach nie istniały specjalizacje chirurgiczne. Chirurdzy zdobywali wiedzę w cechach jako czeladnicy. Uznawano, że lekarze nie są od przecinania ani krojenia czegokolwiek (w tym ludzkiego ciała), i że tym zajmują się rzemieślnicy, a nie medycy. Dopiero w XIX w. chirurgia zaczęła być traktowana jako dział medycyny.